# Frizione (meccanica)
La frizione è un organo meccanico che ha la funzione di connettere a comando due alberi per permettere o meno ed eventualmente modulare la trasmissione del moto rotatorio.

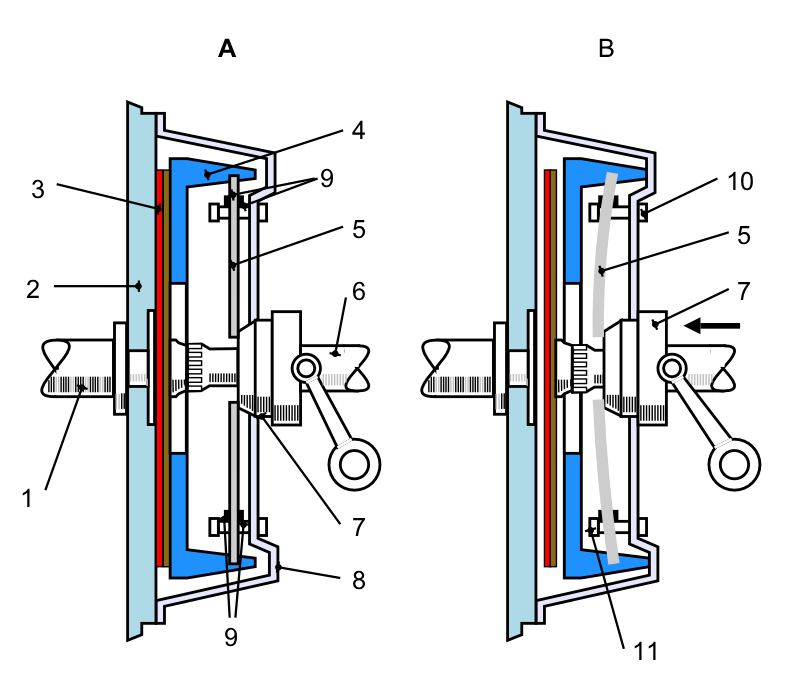
Funzionamento della frizione: agendo sul pedale si separano temporaneamente le due "placche" che collegano il volano all'albero primario del cambio, non permettendo il trasferimento della rotazione

## Introduzione
La frizione è un meccanismo che, avvalendosi dell'attrito, consente di unire gradualmente il moto di due alberi che ruotano a velocità diversa. Questa sua caratteristica è molto utilizzata nell'ambito dei sistemi di trasmissione. Per esempio, per far partire gradualmente un'automobile con motore a combustione senza spegnere il motore, è necessario che la trazione sia applicata in modo progressivo ed è appunto la frizione che rende possibile ciò.
Il suo funzionamento rimanda a quello dei freni di un'auto, ma opera inversamente: i freni sono fermi, e la ruota non viene bloccata istantaneamente, ma gradualmente grazie all'attrito; similmente la frizione muove gradualmente un albero fermo o in rotazione a velocità diversa (da quella dell'albero di trasmissione).
L'apertura (disinnesto) o chiusura (innesto) della frizione avvengono per via meccanica (tramite leve e/o cavi tiranti), per via idraulica, pneumatica o elettrica.
Esistono poi frizioni automatiche, in grado di aprirsi se il momento torcente supera un valore limite (limitatori di coppia) o chiudersi al superamento di una certa velocità angolare.
Le frizioni permettono l'innesto e il disinnesto tra due alberi rettilinei con gli assi concorrenti, a differenza dei giunti che permettono il collegamento tra i suddetti alberi, ma possono essere scollegati e ricollegati solamente da fermi.

## Frizione delle macchine operatrici
Il sistema di trasmissione a ruote di frizione è usato per trasmettere il moto internamente alla testa motrice di una macchina o macchina utensile.
Si può utilizzare il punto di frizione, che si basa sulla calettatura di due ruote di determinati diametri e larghezze su due alberi paralleli, in modo che le due ruote si tocchino in un punto detto punto di frizione.
In una trasmissione a ruote di frizione, è necessario che una ruota sia motrice e l'altra condotta: non è possibile avere due ruote di frizione entrambe motrici o entrambe condotte. Avendo una ruota motrice e l'altra condotta, dal momento che il punto di frizione è singolo (in un sistema ideale, mentre, nel sistema reale, la differenza è trascurabile), si ha una velocità periferica costante.

{\displaystyle V_{p1}=V_{p2}={\frac {\pi D_{1}n_{1}}{1000}}={\frac {\pi D_{2}n_{2}}{1000}}}

Semplificando la formula, si ottiene un'uguaglianza tra il prodotto del numero di giri e del diametro di ciascuna ruota.

{\displaystyle D_{1}n_{1}=D_{2}n_{2}}
Si arriva così a definire il rapporto di trasmissione, indicato con la lettera minuscola "i", ovvero il rapporto tra il diametro della prima ruota e quello della seconda, equivalente al rapporto tra il numero di giri della seconda ruota e quello della prima; possiamo affermare quindi che in una trasmissione con ruote di frizione il numero di giri di una ruota è inversamente proporzionale al diametro della stessa.

{\displaystyle i={\frac {D_{1}}{D_{2}}}={\frac {n_{2}}{n_{1}}}}
Mentre per le apparecchiature di potenza, come le filiere, si utilizzano delle frizioni non molto diverse da quelle automobilistiche o motociclistiche, quest'ultime si differenziano per via del comando magnetico, che le scollega in caso di eccessiva forza applicata, per via di un malfunzionamento o errore d'impostazione, oppure durante il cambio del rapporto di trasmissione e/o del verso di rotazione.

## Frizione sui veicoli

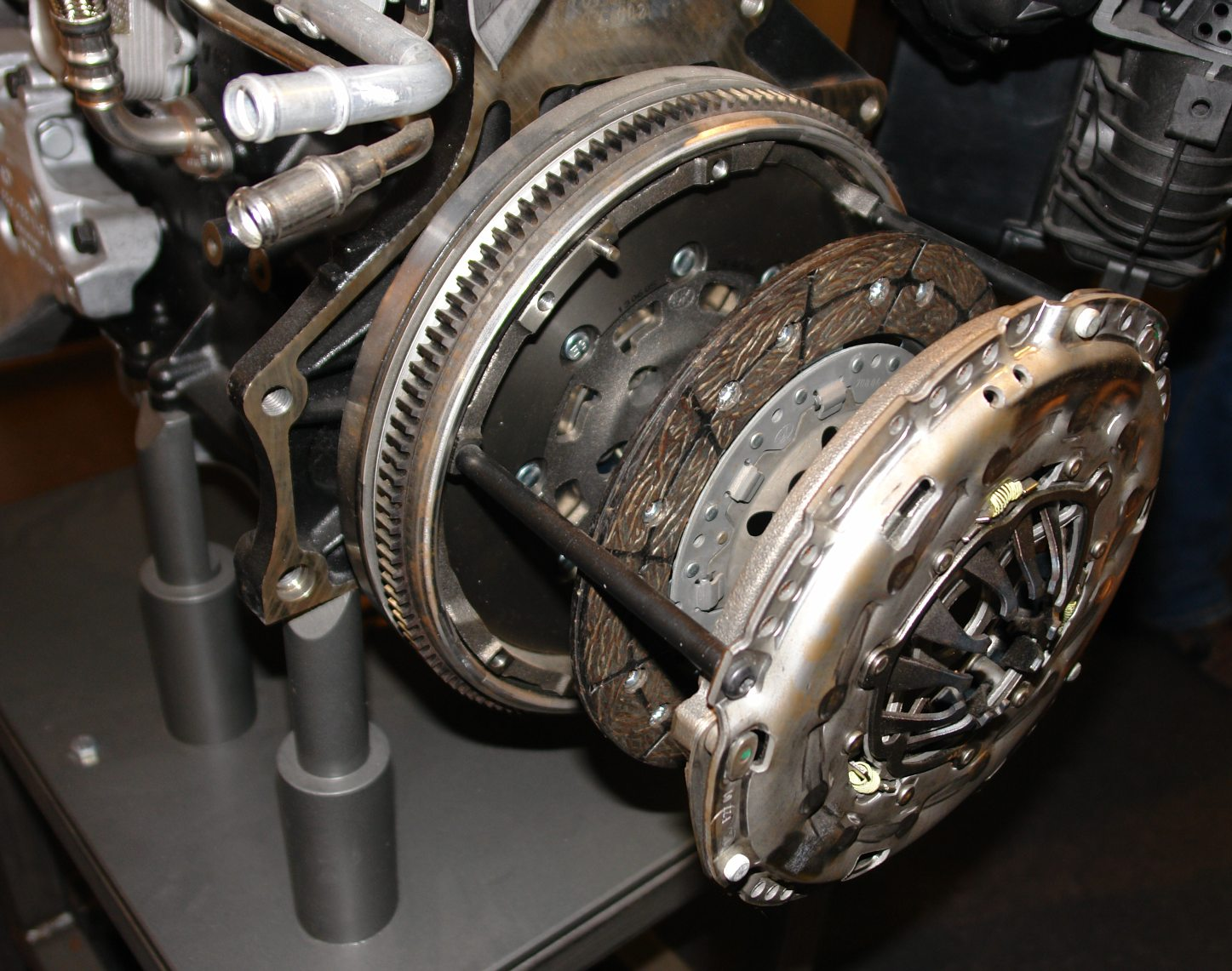
Frizione di tipo automobilistico

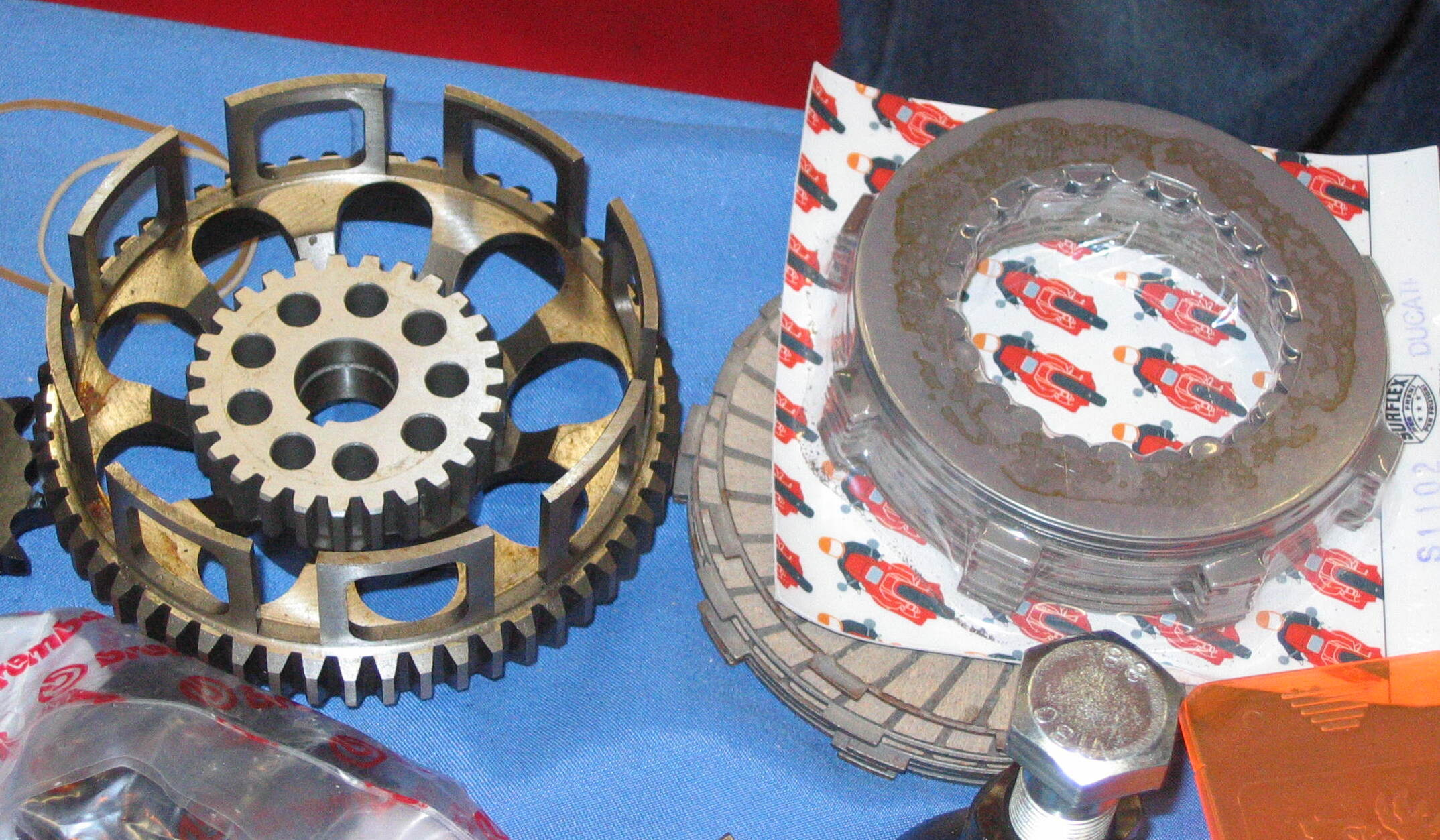
Frizione di tipo motociclistico

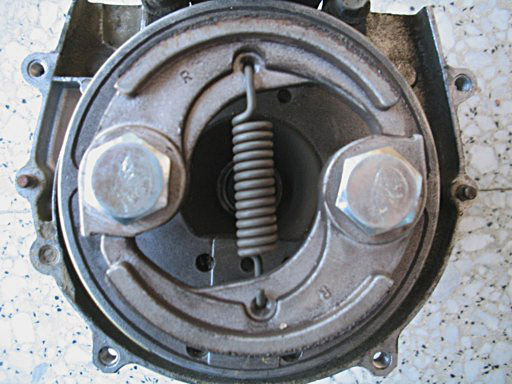
Frizione centrifuga

Una applicazione tipica si trova nell'automobile, dove la frizione è usualmente inserita nella trasmissione tra il motore ed il cambio, dove permette il temporaneo disinserimento della coppia motrice prodotta dal motore stesso per consentire il cambio della velocità. Inoltre scollega le ruote dal motore quando il veicolo è fermo, mantenendo acceso il propulsore.
La posizione della frizione non è obbligatoriamente tra motore e cambio, ma può essere posta anche all'uscita del cambio come nel caso della Gilera 150 degli anni Cinquanta oppure la Bianchi Bernina, oppure nel caso dei motocicli, che utilizzano una prima riduzione tra motore e cambio (trasmissione primaria), la frizione può essere posta o sul pignone motore o più frequentemente sulla corona del cambio.

## Storia ed evoluzione
Il principale impedimento all'applicazione pratica del motore a combustione interna in veicoli terrestri era il fatto che, a differenza del motore a vapore e del motore elettrico, non poteva partire da fermo. Fino dalle prime automobili con motore a combustione interna  di Benz e Daimler ci si pose il problema di come trasferire il movimento del motore alle ruote in modo da avviare progressivamente la vettura. Il sistema scelto fu quello a cinghia e pulegge, già in uso su altri tipi di macchinari statici. Con questo sistema si otteneva il duplice risultato di mettere in movimento gradatamente il mezzo tramite un voluto slittamento iniziale della cinghia o tramite il lascamento comandato di essa e la possibilità di avere un primitivo cambio, utilizzando più pulegge di diverso diametro sulle quali veniva spostata la cinghia per variare i rapporti e una puleggia libera per ottenere la posizione di folle. Questo sistema, pur con molteplici varianti, venne utilizzato su quasi tutte le automobili fino agli ultimi anni dell'800 e in alcuni casi anche nei primissimi anni del '900.
Le prime vere frizioni apparvero tra il 1899 e l'inizio del nuovo secolo con l'introduzione della frizione a cono: due superfici tronco-coniche una delle quali rivestita di cuoio e l'altra in metallo, quest'ultima collegata al motore e facente parte del volano come avviene tuttora, venivano spinte l'una contro l'altra da un sistema a molla tramite un meccanismo a leva o a pedale azionato dal guidatore. Le frizioni a cono erano sostanzialmente di due tipi, a cono dritto, con la conicità dal lato volano convergente verso il motore, o a cono rovesciato, con conicità inversa, sistema usato soprattutto sulle prime vetture di produzione francese come Talbot e Renault. La frizione a cono di cuoio mostrò presto i suoi limiti di utilizzo, si pensi che nei manuali dell'epoca si raccomandava di azionarla con cautela finché il cuoio era nuovo o di fare attenzione a non bagnarlo quando si lavava la vettura e in caso di usura e slittamento si consigliava l'uso di polvere di zolfo se non addirittura di pece.
Difatti si può dire che ciò che diede il vero impulso allo sviluppo dell'automobile fu l'introduzione della frizione (mentre la tecnologia dei motori endotermici era già sviluppata da anni ed utilizzata nei motori marini fuoribordo).
Una prima alternativa, ma di scarso utilizzo, alla frizione a cono fu la frizione a tamburo, un sistema simile a quello dei tamburi dei freni, con il materiale d'attrito posto su delle ganasce oppure sulla superficie interna del tamburo con un anello prodotto dall'inglese Herbert Frood, fondatore della Ferodo, che ebbe un ruolo importante nell'evoluzione dei materiali d'attrito sia dei freni che delle frizioni. Con l'aumento della potenza dei motori nemmeno questo sistema risultò più idoneo dovendo aumentare a dismisura il diametro del tamburo o della superficie d'attrito.
Così si arrivò presto alle frizioni a dischi multipli in acciaio a bagno d'olio ed un ruolo importante lo ebbero le vetture da competizione che tra gli anni '10 e '20 utilizzavano questo sistema per gestire la potenza dei motori. Passando per le frizioni a disco unico a bagno d'olio con il sughero quale materiale d'attrito, successivamente, con l'evoluzione dei materiali, vennero finalmente realizzate le frizioni a secco a disco unico, il sistema comunemente utilizzato sugli attuali autoveicoli, dalle autovetture ai veicoli commerciali leggeri.

## Tipo di frizione
Le frizioni possono funzionare in vario modo:
- a secco: la frizione rimane in un ambiente isolato o viene lasciata parzialmente esposta all'aria, il che permette di ridurre al minimo l'assorbimento energetico della stessa, assorbimenti dati dall'attrito viscoso e dallo sbattimento con l'olio.
- a bagno d'olio: in cui l'elemento di attrito è immerso in un liquido refrigerante e lubrificante, che ne migliora la durata e la resistenza alla sollecitazione.
- centrifuga: caratterizzata da un funzionamento automatico, legato ai regimi di rotazione della stessa.
- Convertitore di coppia: sistema usato nei cambi automatici

## Struttura della frizione

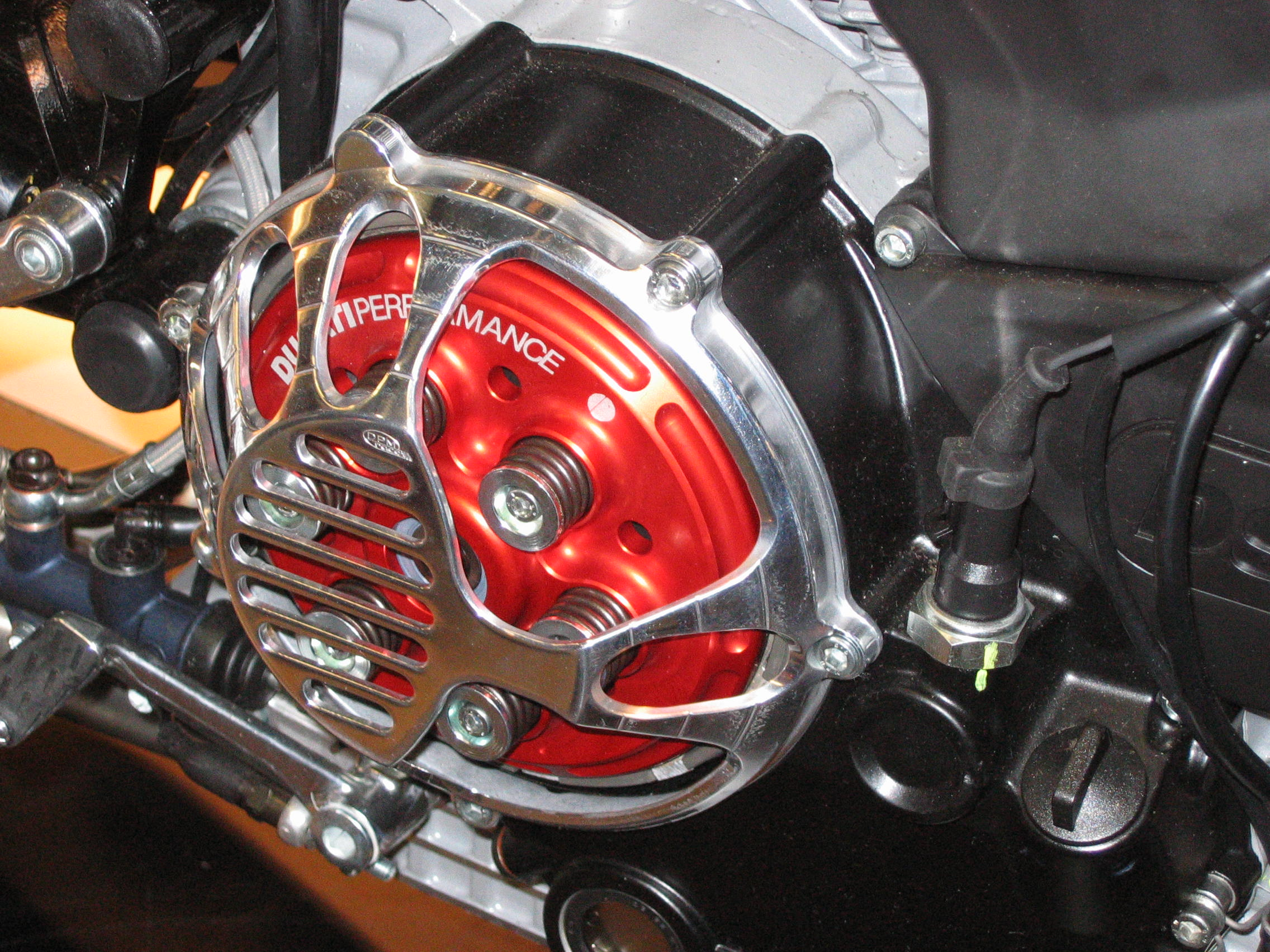
Frizione multidisco a secco di un motore Ducati

Le frizioni a seconda del tipo, hanno strutture differenti:
- monodisco: negli autoveicoli la frizione attualmente più usata è quella monodisco a secco. La coppia fornita dal motore viene trasmessa all'albero condotto sfruttando la resistenza d'attrito che si sviluppa tra le due superfici, una solidale all'albero motore e l'altra all'albero di entrata del cambio, premute tra loro grazie all'azione di molle. Il disco condotto, in lamierino di acciaio e dotato di guarnizioni ad anello ad elevato coefficiente d'attrito fissate ad esso tramite ribattini, è montato sul mozzo scanalato: la scanalatura permette al disco uno scorrimento di qualche millimetro. Per rendere più elastico e progressivo l'innesto il disco è provvisto di molle parastrappi. Il meccanismo spingidisco ha il compito di portare avanti e premere il disco condotto contro il volano fissato all'albero motore. Il componente che permette di poter agire sul meccanismo in rotazione è il reggispinta, costituito da un cuscinetto, generalmente a sfere, atto a sopportare una spinta assiale. Premendo il pedale, la leva di comando allontana il disco condotto dal volano. Rilasciando il pedale riavviene il contatto e, per l'attrito che si genera tra le diverse superfici, si giunge alla stessa velocità di rotazione.
- multidisco: nella frizione a dischi multipli (in bagno d'olio o a secco) costituita da più dischi condotti, viene aumentata la coppia motrice in quanto risulta aumentata la superficie di contatto. Il comando delle due frizioni può essere sia meccanico che idraulico. Il massimo sforzo da esercitare sul pedale è di circa 120 N e di circa 180 N sugli autocarri. Tale forza viene moltiplicata tramite leve e tiranti (comando meccanico) o da comandi oleodinamici.
- centrifuga: prevalentemente utilizzata nelle applicazioni scooteristiche e minimoto:
  - a masse mobili: è il tipo di frizione più usato, dove è composta da masse mobili, poste su perni e libere di fluttuare (esattamente come il freno a tamburo), mentre le molle agiscono su tali masse, in modo che queste non trasmettano il moto prima di un determinato limite (o che agiscano in modo inverso).
  - a sfere: è il modello più recente, dove la frizione viene azionata da sfere che scorrono su una guida facendole portare verso l'esterno all'aumentare della velocità di rotazione, in modo d'azionare la frizione permettendo la trasmissione del moto (esattamente come la prima puleggia del cambio)

## Comando della frizione
Nelle automobili, quando viene premuto il pedale di comando (il pedale più a sinistra) attraverso un sistema meccanico (leve o tiranti) o oleodinamico, si genera una pressione del meccanismo spingidisco e del relativo cuscinetto reggispinta grazie ad una molla a tazza a lamine radiali o a diaframma sui veicoli attuali, o da più molle lineari a torsione in precedenza. Il disco ad alto coefficiente d'attrito viene così allontanato, rendendo libera la trasmissione del momento torcente generato dal motore, in questa fase l'albero motore e l'albero condotto sono scollegati.
Nelle motociclette la frizione viene aperta per mezzo di una leva posta sulla maniglia di sinistra del manubrio.
Negli scooter senza marce, nelle motoseghe, decespugliatori ed altri utensili muniti di motore a combustione vengono utilizzate le frizioni automatiche che, per effetto di masse soggette alla forza centrifuga, sono in grado di innestarsi quando la velocità angolare supera un determinato limite.

In altri apparecchi, per esempio alcuni tosaerba, sono impiegate frizioni che si aprono se la coppia resistente supera un valore limite, per esempio se la macchina o lama incontra un ostacolo.

## Numero di dischi

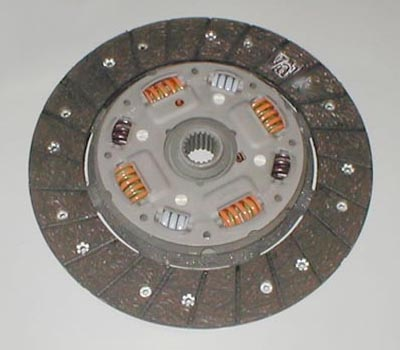
Disco frizione di automobile, si nota il parastrappi con molle di diverso tipo distinte dalla colorazione

Le frizioni possono avere diversi numeri di dischi:
- disco singolo
- disco doppio
- disco triplo

Le frizioni a doppio e triplo disco il cui scopo è di trasmettere maggiore coppia rispetto a quelle singole e vengono montate su autovetture o motociclette in relazione alla potenza erogata dal motore.
Il disco della frizione è generalmente dotato di molle parastrappi, sistema usato praticamente su tutti gli autoveicoli attuali, in modo da rendere meno brusco l'innesto. Questo sistema è generalmente applicato al mozzo o, in alternativa sulla periferia del diametro medio del disco, e funzionante con più molle elicoidali di eguale o diversa taratura, ma può essere inversamente applicato al volano utilizzando un disco rigido.
In generale nella scelta del numero di dischi si tiene conto del diametro finale che la frizione deve avere, per cui se una frizione progettata per una suddetta potenza ha diametro primitivo della corona della guarnizione ad alto coefficiente d'attrito si procede aumentando il numero di dischi e riducendo così il diametro finale della frizione ma con conseguente ingombro maggiorato longitudinalmente.

## Varianti
La frizione per trazione oltre che dal modello tradizionale è costituita anche da altre varianti:

### Frizione antisaltellamento
Questo tipo di frizione è usata principalmente sulle motociclette, si distingue dalla frizione normale per il semplice fatto che nell'eventualità che il freno motore sia eccessivo, questa faccia slittare appena i dischi per evitare che la ruota posteriore inizi a saltellare, innescando delle oscillazioni che potrebbero portare a una perdita di controllo della moto da parte del pilota.
Di frizione antisaltellamento ce ne sono di due tipi:
- Regolabile: dove è possibile impostare in base a quanto freno motore la frizione si dovrà aprire e in che modo. Il metodo più diffuso è tramite un sistema di molle che, in base al grado di resistenza, consentono di regolare l'apertura.
- Non regolabile o fissa: è quella installata di serie sulle motociclette più sportive, dove è la casa madre che decide il comportamento e il grado di apertura della frizione.

Nel caso di una frizione antisaltellamento tarata per lasciar slittare i dischi già con poco freno motore, si avrà una moto il cui comportamento sarà simile a una moto 2T. Nel caso opposto, ossia di una frizione antisaltellamento tarata per lasciar slittare i dischi con molta più coppia, si potrebbero innescare fenomeni di slittamento o scivolamento, anche marcato, della ruota posteriore.

#### A ruota libera
Le prime frizioni antisaltellamento furono dotate di sistemi a ruota libera, che svincolavano completamente il motore dalla ruota qualora si ritrovasse a un regime inferiore rispetto alla trasmissione.
Queste frizioni furono prodotte a metà anni '80, per l'Honda VF

#### A camme
Questo perché sono munite di un sistema a frizione, governato da una coppia di dischi con un profilo specifico a camme e tenuti premuti da una molla, il profilo dei dischi è studiato in modo che con il motore in trazione si trasmette tutta la forza senza agire minimamente sulla molla che li tiene assieme, mentre con il motore a riposo che fa da freno possono slittare l'uno su l'altro grazie a delle sfere metalliche, vincendo la forza della molla che li tiene uniti, minore sarà la resistenza della molla e minore sarà l'effetto del freno motore e la possibilità d'avere un bloccaggio della ruota posteriore.

#### Servoassistite
Un altro tipo di frizione antisaltellamento è la frizione APTC (Adler Power Torque Clutch) che non utilizza questo dispositivo aggiuntivo, ma una particolare conformazione della frizione stessa, che invece di tenere premuti i dischi frizione tramite la forza delle molle, utilizza anche la forza di trasmissione del motore, il che permette di ridurre la rigidezza delle molle da adoperare e la forza necessaria per azionare la frizione.

#### A depressione
In alcun motori Rotax sono usati dei sistemi pneumatici a depressione, che tramite la depressione presente nel condotto d'aspirazione del motore, si va ad agire in modo più o meno marcato sulla frizione, andando ad azionare automaticamente la frizione, in modo da distaccare i dischi frizione e ridurre la trasmissione.
Il frizioni di due grandezze diverse, di cui una risiede dentro

### Tripla frizione
Nel 2016 Honda, sul modello del suo sistema a doppia frizione con alberi coassiali, ha sviluppato e brevettato un cambio a tre frizioni, portando il numero delle marce a 11.